# Corpul VI Armată (1916-1918)
Corpul VI Armată a fost o mare unitate de nivel operativ care s-a constituit la 27 august 1916, la mobilizare, fără a exista pe timp de pace. Corpul a făcut parte din organica Armatei 3. La intrarea în război, Corpul VI Armată a fost comandată de generalul de divizie Gheorghe Văleanu. Corpul VI Armată a participat la acțiunile militare pe frontul românesc, în trei perioade: 14/27 august - 27 septembrie/10 octombrie 1916, 10/23 iunie - 30 iulie/12 august 1917 și  20 ianuarie/3 februarie - 1/13 mai 1918. În perioadele dintre aceste date, comandamentul Corpului VI Armată a fost desființat.

## Ordinea de bătaie la mobilizare

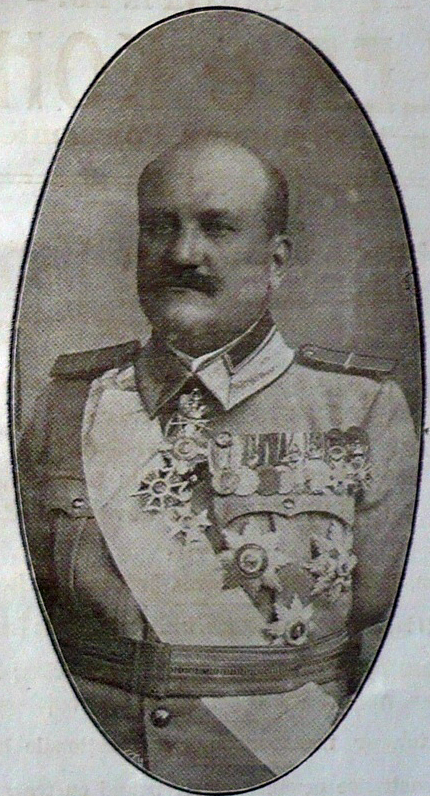
Generalul Gheorghe Văleanu, comandantul Corpului VI Armată la începutul războiului

La declararea mobilizării, la 27 august 1916, Corpul VI Armată avea următoarea ordine de bătaie:

Corpul VI Armată
- Cartierul General al Corpului VI Armată
- Divizia 16 Infanterie

- Brigada 41 Infanterie

- Regimentul 81 Infanterie
- Regimentul 82 Infanterie

- Brigada 42 Infanterie

- Regimentul 83 Infanterie
- Regimentul 84 Infanterie

- Brigada 11 Artilerie

- Regimentul 26 Artilerie
- Regimentul 27 Artilerie

- Deatașamentul Alexandria

- Divizia 18 Infanterie
- Divizia 1 Cavalerie

- Brigada 1 Roșiori

- Regimentul 1 Roșiori
- Regimentul 10 Roșiori

- Brigada 2 Roșiori

- Regimentul 4 Roșiori „Regina Maria”
- Regimentul 9 Roșiori

- Brigada 3 Roșiori

- Regimentul 5 Roșiori „Împăratul Nicolae al II-lea”
- Regimentul 3 Călărași

- Divizionul 1 Artilerie Călăreață

- Brigada 2 Călărași

- Regimentul de Escortă Regală
- Regimentul 4 Călărași

- Serviciile Corpului VI Armată

## Reorganizări pe perioada războiului
În vara anului 1917, Corpul VI Armată a fost reînființat ca o mare unitate mixtă, româno-rusă, sub comanda generalului român Eremia Grigorescu. Ordinea sa de bătaie era următoarea:
:p. 548
Corpul VI Armată
- Cartierul General al Corpului VI Armată
- Divizia 9 Infanterie
- Divizia 80 Infanterie rusă
- Brigada 1 Cavalerie

## Comandanți
Pe perioada desfășurării Primului Război Mondial, Corpul VI Armată a avut următorii comandanți:
| Gradul             | Numele            | Perioada                            | Imagine |
| ------------------ | ----------------- | ----------------------------------- | ------- |
| General de brigadă | Gheorghe Văleanu  | 15 august 1916 - 27 septembrie 1916 |         |
| General de divizie | Eremia Grigorescu | 10 iunie 1917 - 30 iulie 1917       |         |
| General de divizie | Ioan Istrate      | 20 ianuarie 1918 - 1 mai 1918       |         |